# Шкурбало, Валентина
Валентина Михайловна Шкурбало (род. 1961) — советская и российская биатлонистка, чемпионка и призёр чемпионата СССР, чемпионка России. Мастер спорта СССР международного класса (1987). Чемпионка Карельской АССР по лыжным гонкам (15 км).

## Биография
Окончила школу в с. Чална Карельской АССР (1978) и Карельскую государственную педагогическую академию, первый тренер — Крупышев Павел Иванович. Представляла спортивное общество «Спартак» и город Петрозаводск. С 1984 г. работала инструктором стрелково-спортивного клуба ДОСААФ в г. Петрозаводске. 
На чемпионате СССР 1986 года стала серебряным призёром в эстафете в составе первой сборной РСФСР вместе с Венерой Чернышовой и Ниной Калюжной, пропустив вперёд сборную Украинской ССР. Двумя годами спустя, на чемпионате СССР 1988 года одержала победу в эстафете в составе первой сборной РСФСР вместе с Еленой Григорьевой и Натальей Ивановой.
В 1989 г. заняла второе место в чемпионате оборонного общества Карелии по пулевой стрельбе.
Становилась победительницей Кубка СССР по биатлону, чемпионкой мира среди военнослужащих.
В 1995 году стала чемпионкой России в командной гонке вместе с Н. Егоровой, М. Ивановой и Ольгой Симушиной.
Дальнейшая судьба неизвестна.